# Derivada simètrica
En matemàtiques, la derivada simètrica és una operació relacionada amb la derivada ordinària.
Es defineix com:
{\displaystyle \lim _{h\to 0}{\frac {f(x+h)-f(x-h)}{2h}}.}
Una funció és simètricament diferenciable en un punt x si la seva derivada simètrica existeix en aquell punt. Es pot demostrar que si una funció és diferenciable a un punt, també és simètricament diferenciable, però el contrari no és cert. L'exemple més conegut és la funció valor absolut f(x)=|x|, que no és diferenciable a x = 0, però sí que és simètricament diferenciable amb derivada simètrica 0. També es pot demostrar que la derivada simètrica en un punt és la mitjana aritmètica de les derivades unilaterals en aquell punt, si les dues existeixen.